# Fabronia andina
Fabronia andina är en bladmossart som beskrevs av Mitten 1869. Fabronia andina ingår i släktet Fabronia och familjen Fabroniaceae. Inga underarter finns listade i Catalogue of Life.